# Iglesia de Sainte-Élisabeth-de-Hongrie
La Iglesia de Sainte-Élisabeth-de-Hongrie es un templo católico ubicado en la rue du Temple, en el III Distrito de París, datada entre los siglos XVII y XIX. Inicialmente fue capilla del monasterio de monjas de la Tercera Orden de San Francisco, de 1646 a 1792, y posteriormente, desde 1802, iglesia parroquial del distrito del Temple. Suele albergar las celebraciones religiosas de la Soberana Orden de Malta en París desde 1938.

## Historia

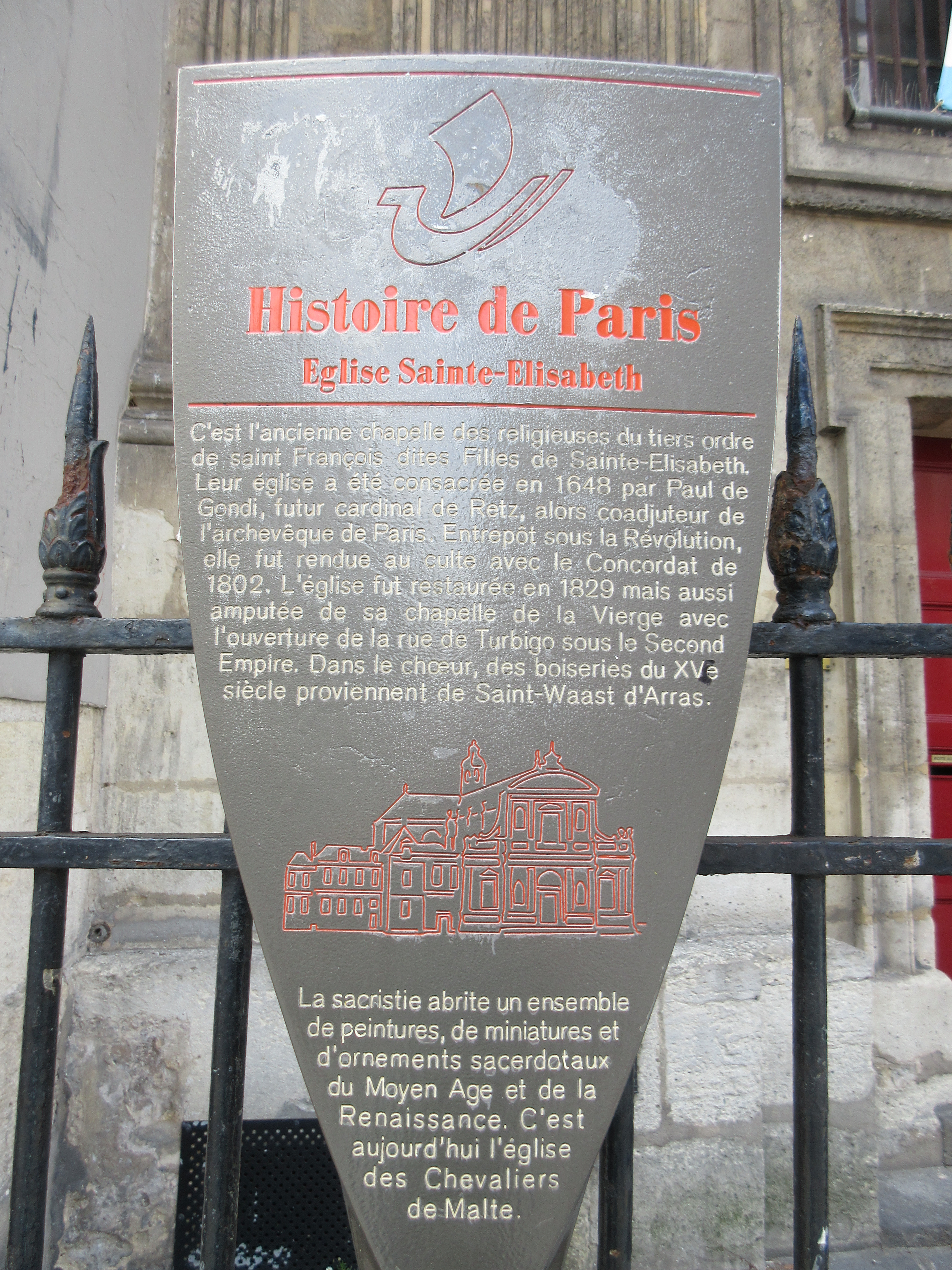
Panel "Historia de París" Iglesia de Santa Isabel »

### Construcción
Su construcción dirigida por el maestro albañil Louis Noblet comenzó en 1628 y la reina María de Médici colocó la primera piedra el 14 de mayo de ese año. En 1643, Michel Villedo se hizo cargo de la obra, que se había detenido en 1631, para terminarla hacia 1646. Fue consagrada el 14 de julio de 1646, bajo la presidencia de la reina Ana de Austria, por Jean-François Paul de Gondi, futuro cardenal de Retz y coadjutor del arzobispo de París. Fue puesta bajo la advocación de santa Isabel de Hungría y de Nuestra Señora de la Merced. El padrino y la madrina de la campana fueron el duque de Angulema, gran prior de la Orden de San Juan de Jerusalén, y Carlota de Montmorency.

### Capilla de las monjas de la Tercera Orden Franciscana (Damas de Santa Isabel)
Originalmente fue capilla del monasterio de las Hermanas Franciscanas de la Tercera Orden Regular de Clausura de la Estricta Observancia. Había entre ellas algunas damas distinguidas y se ocupaban tanto de la educación de niñas y jóvenes como de la atención a personas ancianas. Entre ellas, probablemente, Esprit-Madeleine Poquelin, hija de Molière. Constaba de una nave de cuatro tramos rematada por una cabecera plana, un corredor flanqueado por cuatro capillas laterales y un coro (en el solar de la actual capilla de la Virgen).

### Período revolucionario
Durante la Revolución francesa, el 29 de agosto de 1792 las monjas fueron expulsadas por las autoridades municipales de la Comuna de París. El confesor de las Damas de Sainte-Élisabeth, el abad Georges Girault (en religión Séverin de Saint Jean), fue arrestado y encarcelado en el convento de las carmelitas descalzas. Fue asesinado el 2 de septiembre de 1792, convirtiéndose en el primer mártir de los carmelitas y declarado beato en 1926. El padre Élysée Guinain, capellán de las hermanas, fue también arrestado y encarcelado. La capilla del convento se convirtió entonces en un depósito de harina llamado «le Magasin Élisabeth», que estuvo abierto hasta 1802. El campanario fue destruido durante el Terror. La familia real fue encerrada a pocos metros de la iglesia, en la torre del Templo. Una pintura de Gustave François, a la izquierda de la puerta principal en la iglesia, representa la despedida de Luis XVI de su familia, el 20 de enero de 1793.

### Época contemporánea

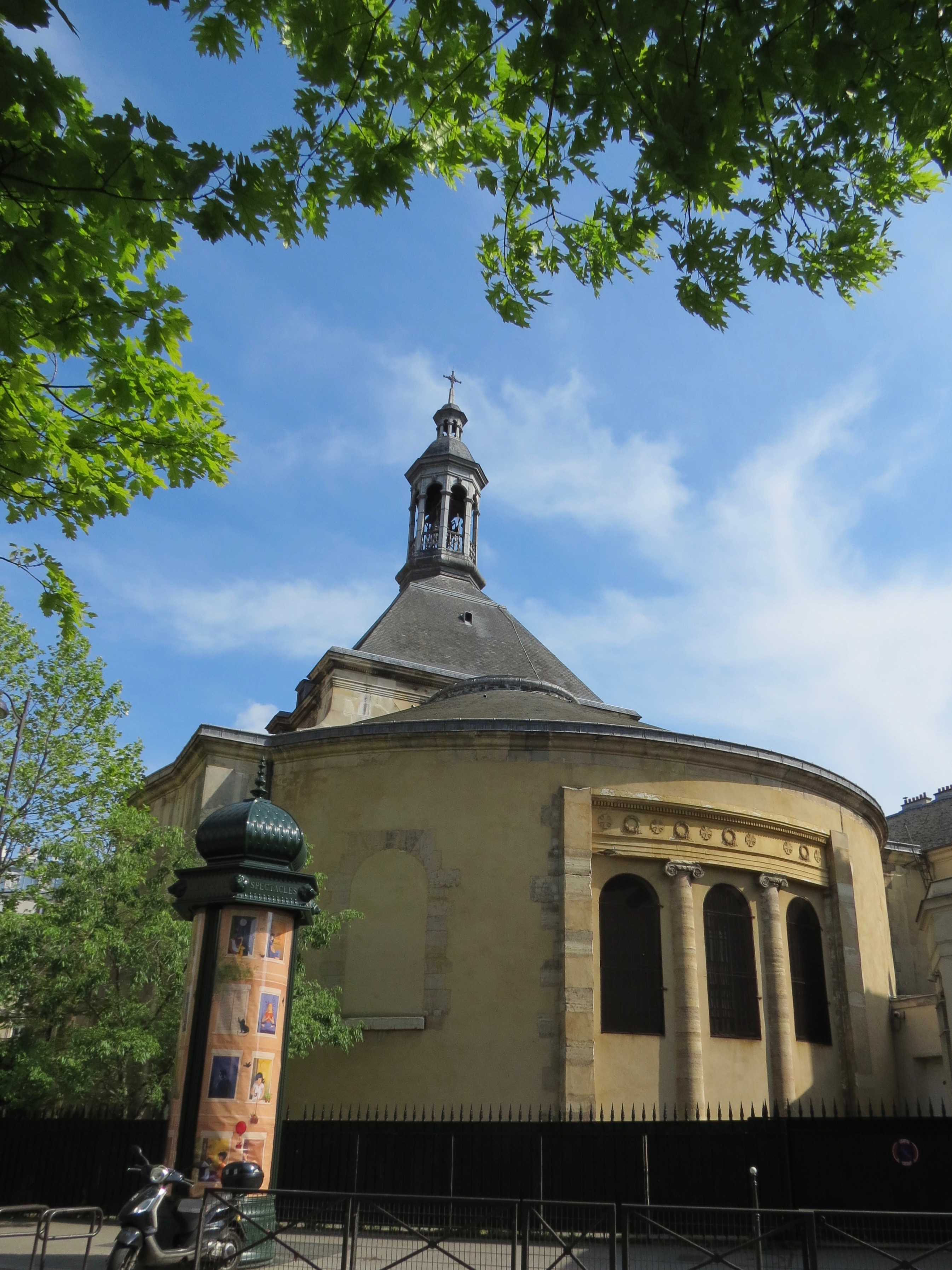
Vista del ábside y del campanario desde la rue de Turbigo.

Volvió a ser dedicada al culto a principios del siglo XIX. Fue en este momento cuando se convirtió en la iglesia parroquial del distrito del Temple. La antigua iglesia parroquial Sainte-Marie-du-Temple, ubicada en el recinto del Temple, hacia la rue Perrée, había sido arrasada en 1796 o 1797. Las monjas y sus pensionadas se instalaron en el número 60 de la rue de Turenne. El padre Marc-Antoine de Plainpoint fue párroco de 1802 a 1813.
En 1815, Hyacinthe-Louis de Quélen celebró allí una misa por Luis XVI, a petición de los alguaciles, comendadores y caballeros de la Orden de Malta.
El edificio fue ampliado durante la Restauración por el arquitecto Étienne-Hippolyte Godde. Añadió un coro, un deambulatorio y dos grandes capillas en la nave lateral izquierda. En el deambulatorio, Godde construyó una pequeña capilla axial dedicada a la Virgen, pero fue destruida en 1858 con motivo de la construcción de la rue Turbigo.
En 1845, el párroco Éloi Jousselin compró e instaló en el deambulatorio la sillería de madera tallada de la abadía de Saint-Vaast de Arrás. También hizo instalar el gran órgano y las carpinterías de la nave y naves laterales.
En 1853 se inauguró el gran órgano Suret, primera medalla de la Exposición Universal de 1855.
De 1923 a 1947, el párroco de Santa Isabel fue el canónigo y coleccionista de arte Albert Marcadé. Durante su mandato se construyeron una nueva sacristía y un nuevo campanario (según el plan original), se instaló un órgano en el coro, la iglesia fue clasificada como monumento histórico en 1937. y en 1938 se convirtió, sin dejar de ser una iglesia parroquial, en la iglesia de la Soberana Orden de Malta en Francia. Además, allí se escondieron judíos durante la Segunda Guerra Mundial.
En 1985, la ciudad de París llevó a cabo trabajos de restauración.
El 8 de noviembre de 2007 se celebró allí el centenario del nacimiento de santa Isabel de Hungría con una misa pontifical presidida por el cardenal Tauran, la exposición a la veneración del manto de san Francisco, una procesión a Notre-Dame de París con la reliquia del corazón de Santa Isabel y misa pontifical en la catedral. En el ayuntamiento del III distrito se celebró un coloquio dedicado a su historia.
El 28 de mayo de 2015 fue colocada en la fachada a la rue du Temple una placa en homenaje al canónigo Marcadé.
El 21 de mayo de 2016, fue el punto de partida de una procesión por el 1700 aniversario del nacimiento de San Martín, en presencia del padre Paul Préaux, moderador general de la Comunidad San Martín y de György Károlyi, embajador de Hungría en París. La procesión terminó en la iglesia de Saint-Germain-l'Auxerrois.

## Descripción

### Exterior
Exteriormente, destaca principalmente por su original fachada, de estilo clasicista, de inspiración jesuítica. En el tímpano hay una Piedad de Joseph-Michel-Ange Pollet. Cuatro estatuas, que datan del Segundo Imperio: abajo; san Luis y santa Eugenia (patrona de la esposa de Napoleón III); arriba, santa Isabel y san Francisco de Asís.

### Interior
La iglesia actual consta de una nave central con la capilla mayor, dos naves laterales, girola y campanario, sacristía y varias estancias.
Encontramos,
- En la nave:
  - Una cornisa con un friso decorado con símbolos litúrgicos e instrumentos de la Pasión.
  - Un púlpito de madera tallada, un banco de trabajo decorado con querubines.
- En el coro:
  - Una semicúpula decorada con un fresco que representa La Glorificación de Santa Isabel de Hungría recibida por los ángeles en el cielo de Jean Alaux (1786-1864). Santa Isabel aparece vestida con el hábito franciscano y la saludan las tres virtudes teologales y los arcángeles San Miguel y San Gabriel.
  - Cuatro columnas cilíndricas de estilo clásico (siglo XIX);
  - Un altar mayor decorado con pinturas de ángeles en adoración y un bajorrelieve con la Resurrección en bronce (siglo XIX), un altar de madera, sillería, una Virgen de madera y dos vidrieras: El milagro de las rosas y La canonización de Santa Isabel por el Papa Gregorio del taller Lobin (1891).
- En el ambulatorio:
  - Una serie de 100 tallas de madera en medio relieve de principios del siglo XVII, instaladas alrededor de 1845 y procedentes de la abadía de Saint-Vaast de Arrás, donde decoraban la sillería. Representan escenas del Antiguo y Nuevo Testamento. Se refleja en ellas el espíritu de la Contrarreforma resultante del concilio de Trento conforme a la tendencia teológica del momento de su creación, en 1623. Caídos en el olvido en el siglo XVIII, los tableros reaparecieron en el XIX cuando fueron recuperados por el arquitecto Victor Baltard.
  - Cristo en la cruz rodeado de la Virgen y San Juan, tríptico de madera (siglo XVII) estilo Luis XIII.

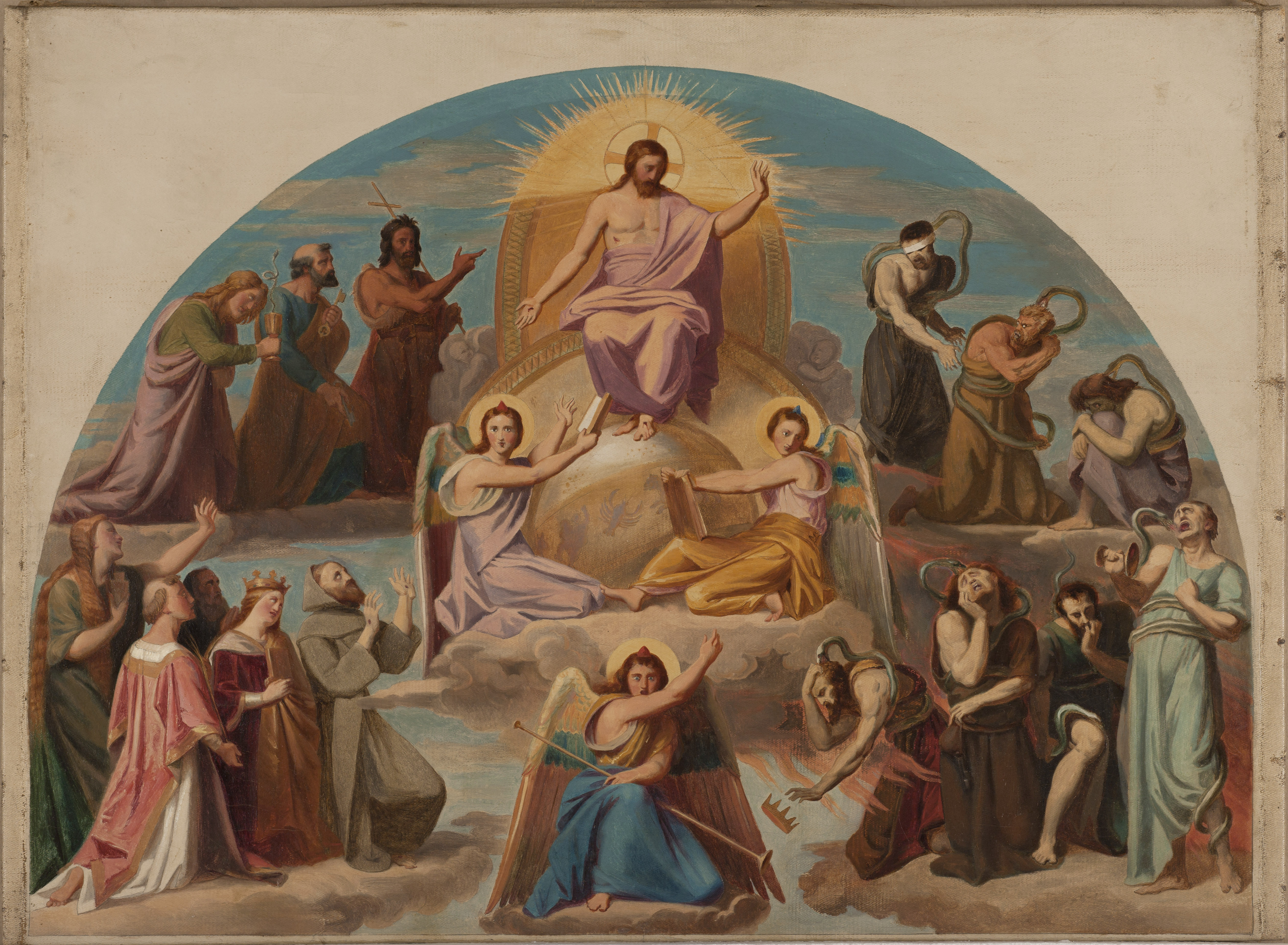
Adolphe Roger, El juicio final, boceto para la iglesia de Sainte-Elisabeth, 1843, Petit Palais, Museo de Bellas Artes de la ciudad de París

- - Cuatro frescos de mediados del XIX; incluyendo Las Bienaventuranzas (de Guermann Von Bohn), Los Siete Sacramentos (de Paul Jourdy), El Juicio Final (de Adolphe Roger) y Las Siete Obras De Misericordia, de Jean-Louis Bézard. Se puede admirar una obra de Adolphe Roger, Dejad que los niños se acerquen a mí.
  - El altar del Sagrado Corazón, como en la basílica del Sagrado Corazón de Montmartre.
- En las naves laterales:
  - una estatua, de la Virgen con el Niño.
  - Una estatua, de San José y San Antonio de Padua.
  - Pila bautismal (1654), procedente de la iglesia de Saint Sauveur. Todavía están en uso hoy en día.
  - Confesionarios.
  - Notables vidrieras de la década de 1820. Las vidrieras que representan a san Juan Evangelista, san Juan Bautista y san José fueron realizadas por el taller de pintura en vidrio de la Manufactura de Sèvres a partir de cartones de Abel de Pujol.[9]
  - una Piedad del siglo XVI, atribuido al maestro de Chaource y dos estatuas de santa Isabel;
  - una pintura sobre madera que representa en particular al abad Girault (autor desconocido); una pintura de Santa Genoveva (la patrona de París) cuidando sus ovejas.
  - vía crucis de Sergio Birga.
  - Paneles de madera de siglo XIX que ilustran la vida de santa Genoveva.
- en la capilla de la Virgen:
  - una estatua, de la Virgen María, dedicada a Nuestra Señora de la Paz;
  - un altar decorado con las tres virtudes teologales (pinturas de Abel de Pujol);
  - una gran pintura con Santa Isabel colocando su corona al pie de la imagen de nuestro Señor de Merry-Joseph Blondel (1781-1853);
  - una estatua de Santa Isabel en yeso del escultor Louis-Denis Caillouette (1845); 2 vidrieras;
  - una pintura anónima: María de Betania en oración, con una rara escena de fondo: una mujer que discute con Cristo: Marta de Betania, la hermana de María.
- en la capilla del catecismo:
  - cuatro lienzos en semicírculo montados en el siglo XIX.

Intérieur de l'église
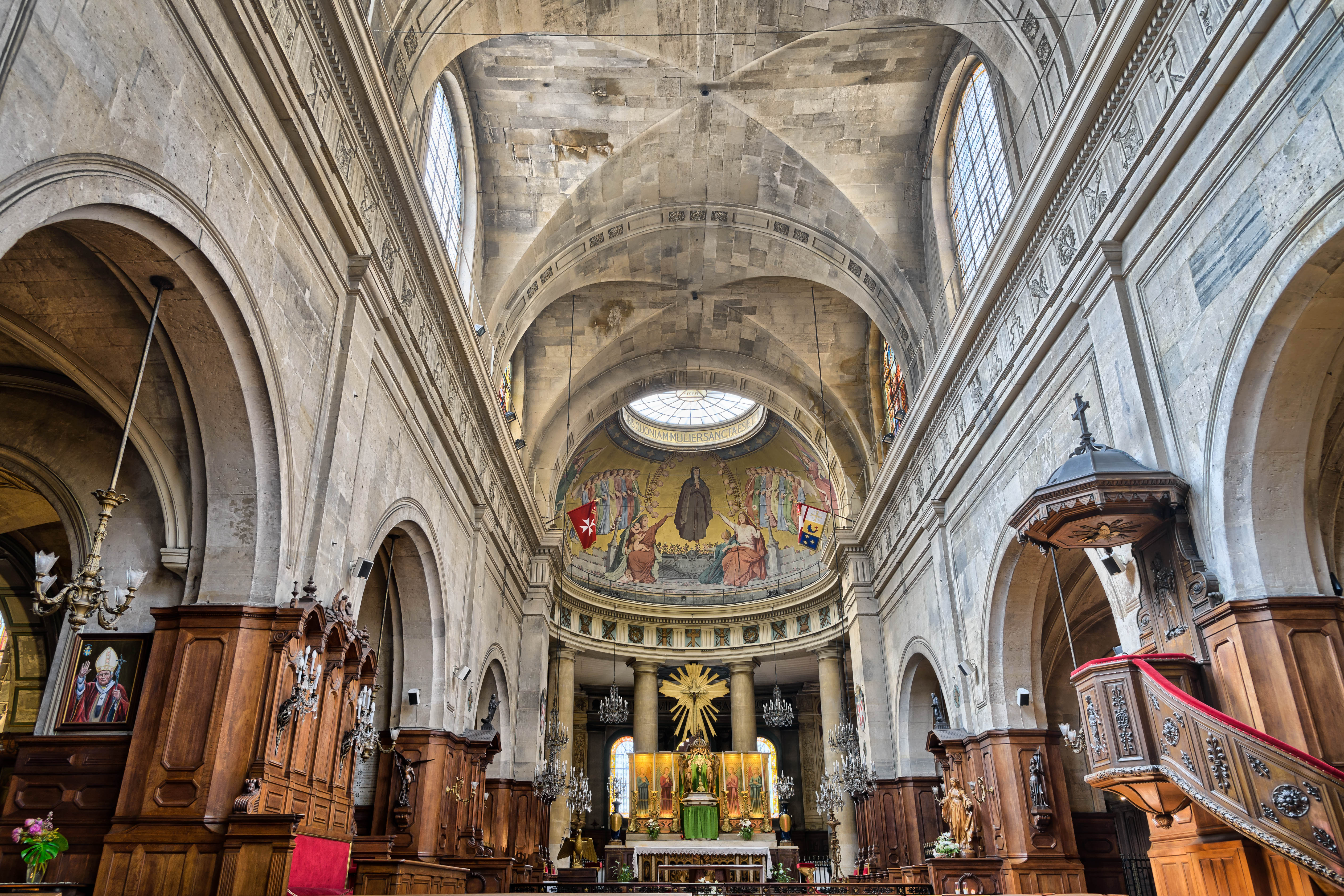
Coro
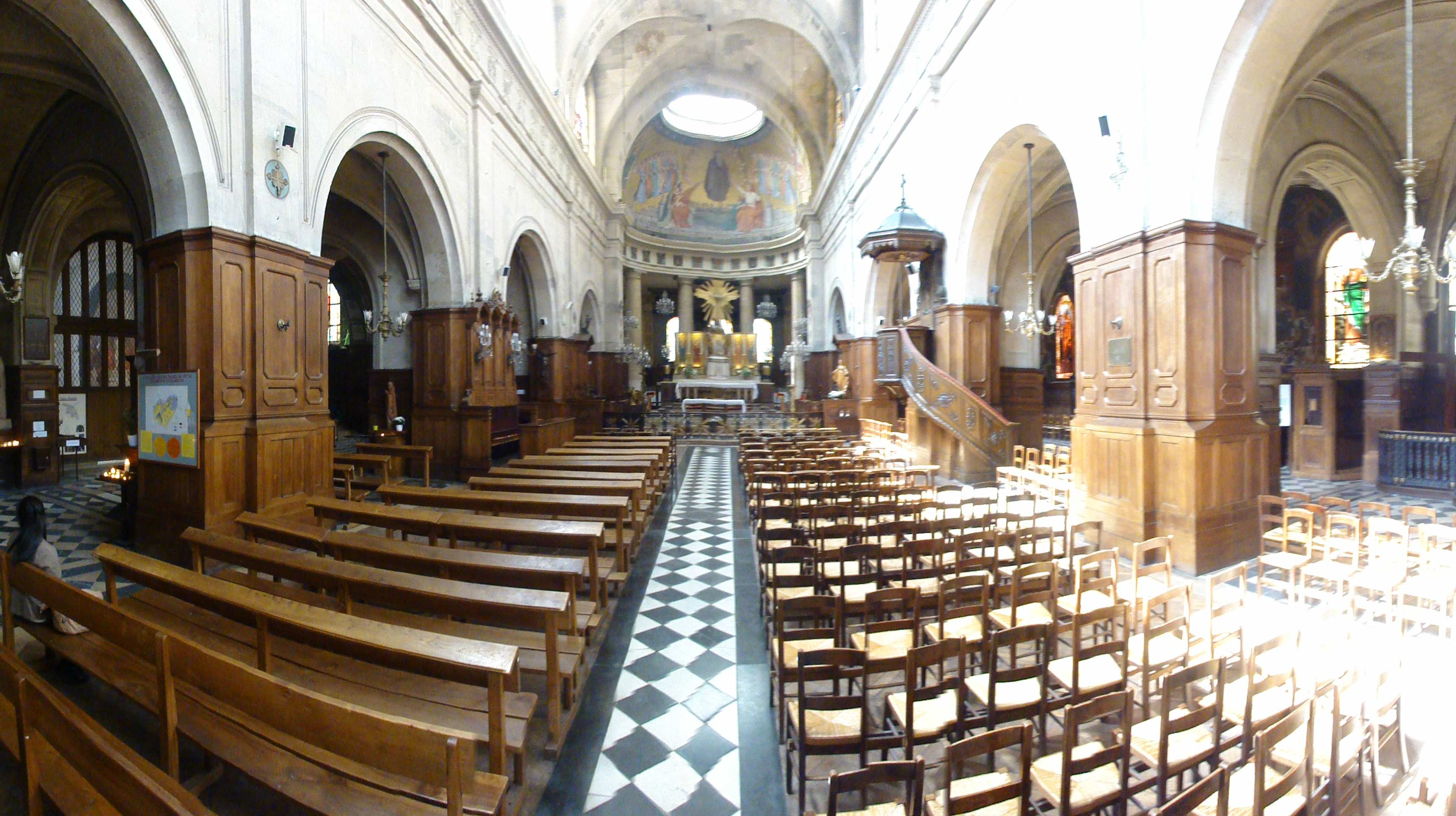
Nave
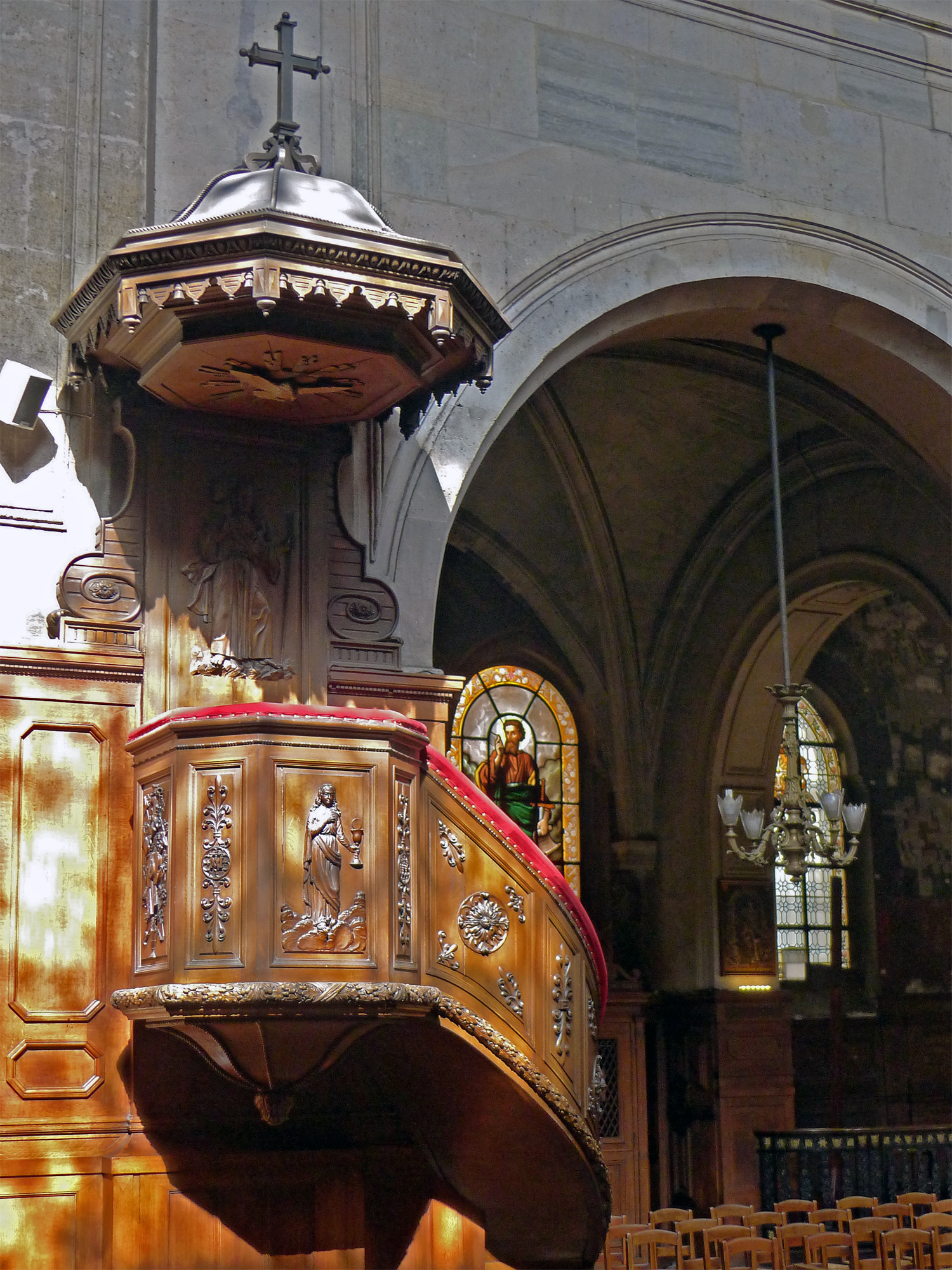
púlpito
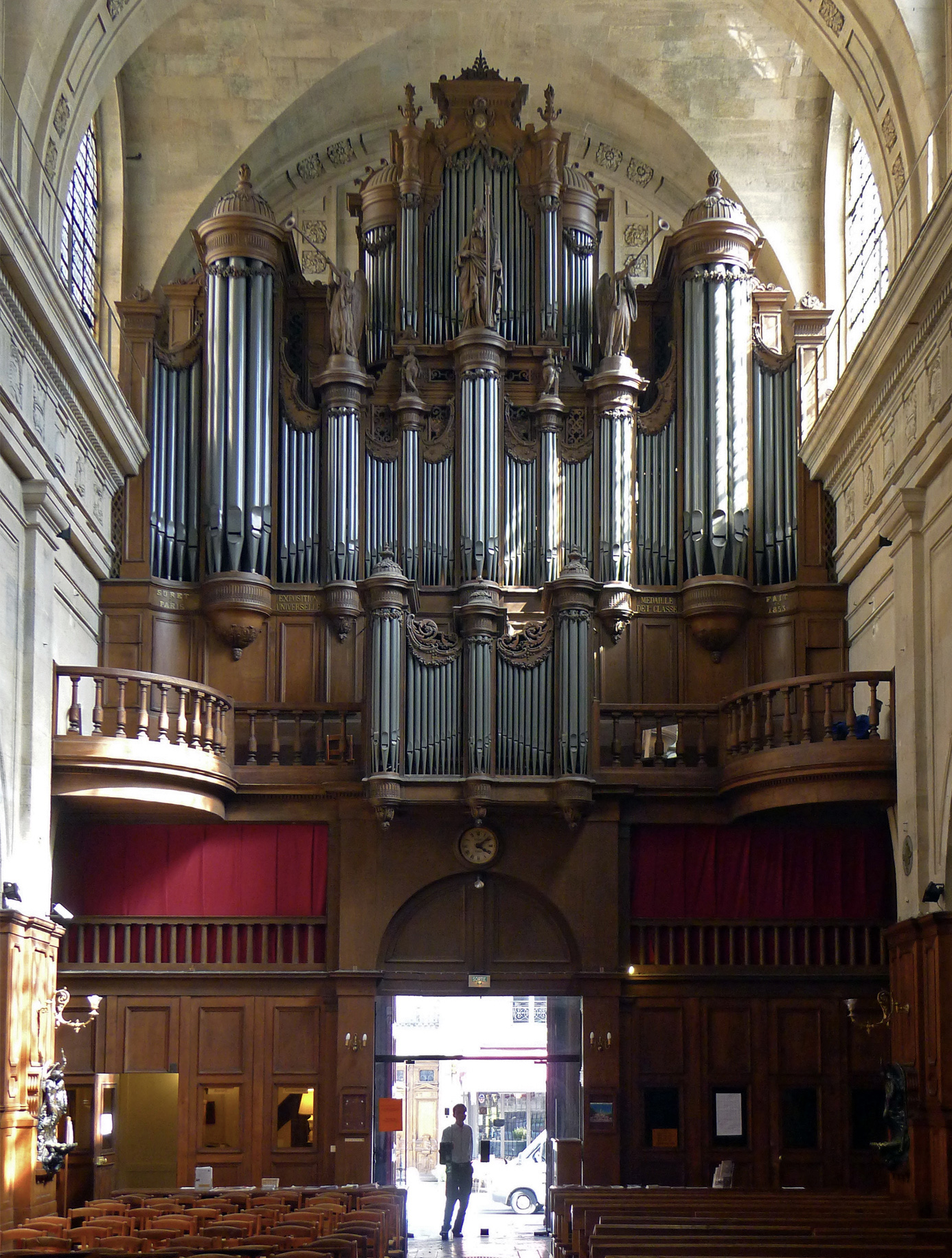
órgano de galería
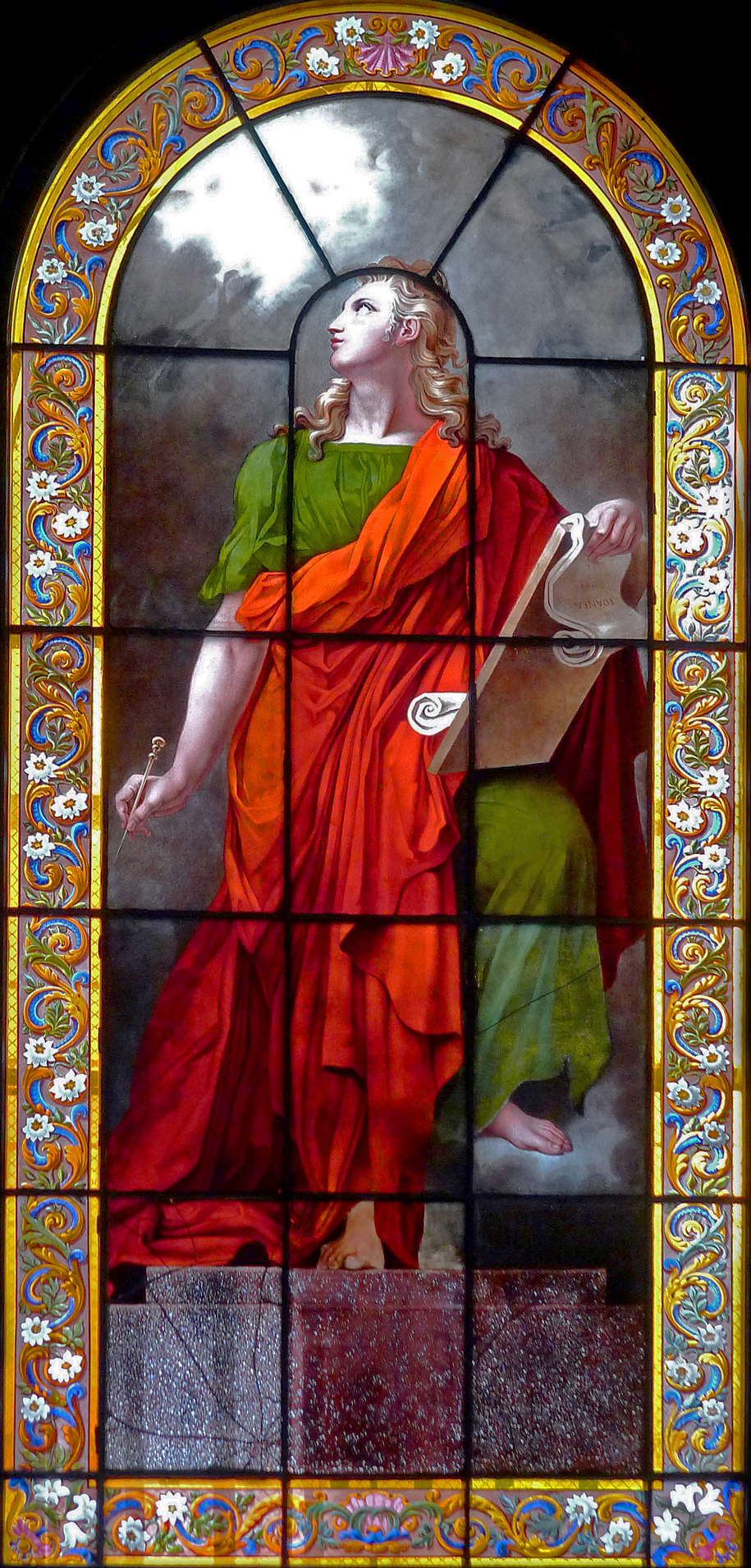
Vitral

### Artículos relacionados
- Sitio de la parroquia de Santa Isabel de Hungría - París III e
- Los órganos de Sainte-Élisabeth Archivado el 11 de marzo de 2007 en Wayback Machine.
- Los organistas de Sainte-Élisabeth
- La Asociación Francesa de la Orden de Malta